# Штайн, Эдит
Эдит Штайн (нем. Edith Stein; 12 октября 1891[…], Бреслау, Пруссия — 9 августа 1942[…], концлагерь Биркенау или концлагерь Освенцим, Верхняя Силезия), известна также под монашеским именем Тереза Бенедикта Креста — немецкий философ, католическая святая, монахиня-кармелитка, погибшая в концлагере Освенцим из-за своего еврейского происхождения. Беатифицирована Католической церковью 1 мая 1987 года, канонизирована 11 октября 1998 года папой Иоанном Павлом II.

## Биография
Эдит Штайн родилась в силезском городе Бреслау (ныне — польский Вроцлав). Она была самым младшим, одиннадцатым, ребёнком в еврейской семье. Отец Эдит — Зигфрид Штайн (1844—1893), уроженец Войска — умер, когда девочке было два года, её воспитанием занималась мать, Августа Курант (1849—1936), родом из Люблинеца — глубоко религиозная женщина. Уже в подростковом возрасте Эдит стала придерживаться атеистических взглядов.

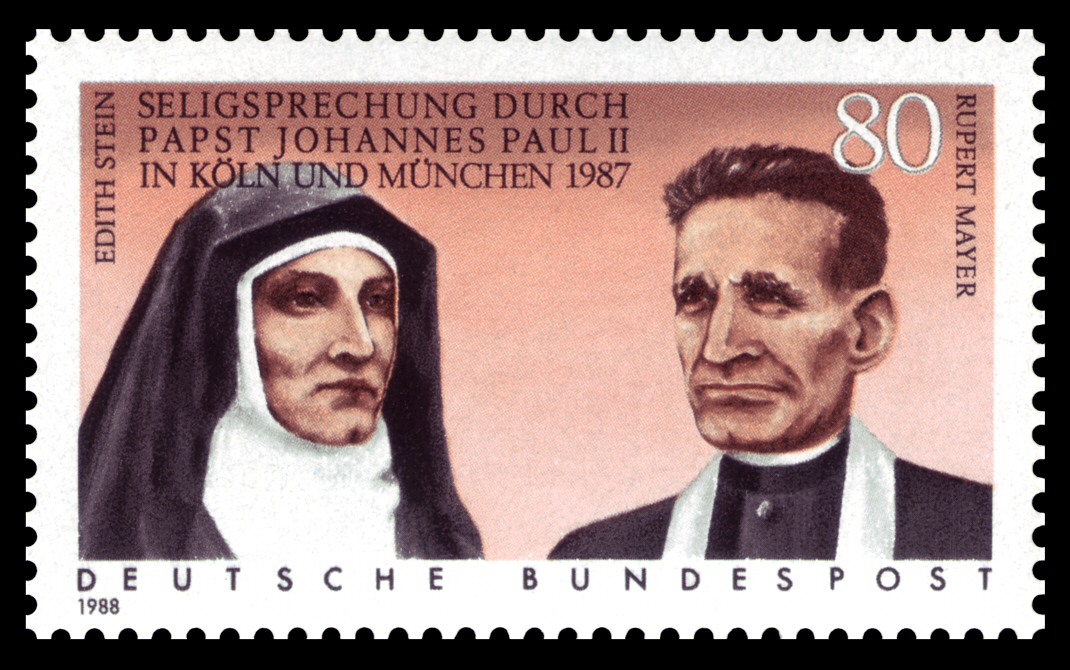
Немецкая почтовая марка с портретом Эдит Штайн и Руперта Майера

Эдит получила великолепное образование, она изучала немецкий язык, философию, психологию и историю в университетах Бреслау, Гёттингена и Фрайбурга (Фрайбург в Брайсгау). После защиты кандидатской диссертации (1916) по теме «О проблеме эмпатии» она стала научным сотрудником у своего научного руководителя — выдающегося философа Эдмунда Гуссерля, основателя феноменологии. Оригинальное название диссертации Эдит Штайн — «Zum Problem der Einfühlung». «Einfühlung» дословно переводится на русский язык как «вчувствование», но в современных философских и психологических подходах это понятие включено в проблематику эмпатии, поэтому перевод диссертации на английский, выполненный её внучатой племянницей В. Штайн (Waltraut Stein) в 1962 году, называется «On the problem of Empathy». В данной работе Эдит Штайн мастерски воплотила принципы феноменологического исследования для описания эмпатии как переживания опыта «чужого сознания» — сознания другого человека. После двухлетнего пребывания на фронте, где она служила сестрой милосердия, Эдит вернулась к философским занятиям и именно тогда её начал интересовать феномен религии.
Постепенно Эдит поняла, что её интерес к религии, главным образом, католичеству, выходит за рамки обычного любопытства. В 1922 году Эдит приняла решение креститься в католической церкви. Большую роль в её обращении сыграли книги святой Терезы Авильской, великой кармелитки, что потом скажется на её монашеском выборе.
После своего обращения в католицизм Эдит работала преподавателем в доминиканской школе, изучала историю философской католической мысли, не оставляя и собственных занятий философией. Перевела на немецкий язык дневники и письма Джона Ньюмена и «Дискуссионные вопросы об истине» Фомы Аквинского. В 1929 году вышла её работа «Феноменология Гуссерля и философия св. Фомы Аквинского».
В 1932 году она получила право свободного преподавания в Мюнстере, в Высшем германском научно-педагогическом институте, однако проработала там лишь год, так как в 1933 году Гитлер запретил евреям занимать любые общественные должности.

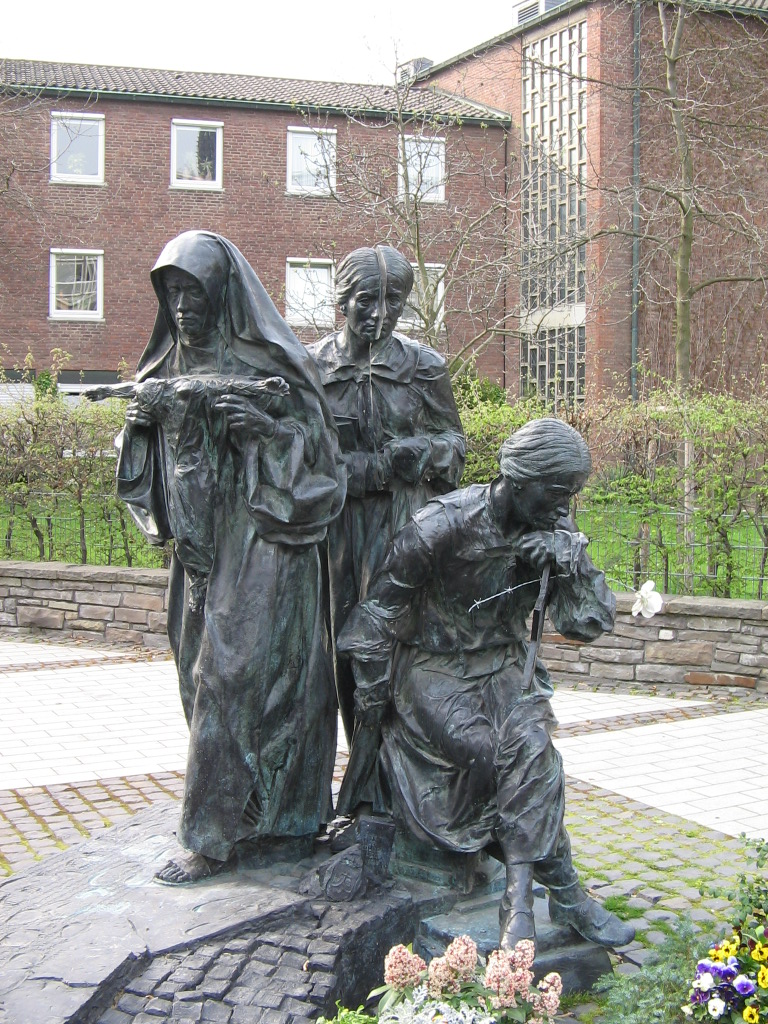
Памятник Эдит Штайн в Кёльне

В том же году Эдит Штайн приняла монашеские обеты и стала кармелиткой. При постриге она приняла имя Тереза Бенедикта Креста. Монастырское начальство не запрещало сестре Терезе продолжать свои занятия, и уже в монастыре она переработала свой основной труд «Конечное существо и вечное Существо».
В 1938 году, ввиду начавшихся гонений на евреев в Германии, сестру Терезу перевели в Нидерланды, в монастырь города Эхт.
В 1939 году Эдит заканчивает книгу о св. Иоанне Креста под названием «Scientia Crucis» (Наука Креста). Это была её последняя книга.
20 июля 1942 года во всех церквях Голландии зачитали обращение конференции епископов Голландии, осуждающее расизм нацистов. В ответ на это 26 июля 1942 года рейхскомиссар Нидерландов Артур Зейсс-Инкварт приказал арестовать крещёных евреев, которых до этого времени нацисты не трогали. В августе 1942 года сестра Тереза была отправлена в Освенцим вместе с другими голландскими христианами еврейского происхождения и погибла в газовой камере.
В 1987 году была беатифицирована, в 1998-м — канонизирована папой Иоанном Павлом II. Память святой совершается в Римско-католической церкви 9 августа.

## Семья
Двоюродный брат — математик Рихард Курант.

## Сочинения
- Edith Stein: essential writings / John Sullivan, ed.. — New York: Orbis Books, 2002. — 158 p. — (Modern spiritual masters series). — ISBN 9781570754289.

## Публикации на русском языке
- Эдит Штайн. Наука Креста = Kreuzeswissenschaft / Переводчик Наталья Бакша. — М.: Институт философии, теологии и истории св. Фомы, 2008. — 288 с. — (Bibliotheca Ignatiana). — 1000 экз. — ISBN 978-5-94242-044-4.
- Эдит Штайн. К проблеме вчувствования (перевод с немецкого И. Казаковой и Т. Щитцовой) — Издательство «Логвінаў», 2018. — 260 с. — (Conditio Humana) — ISBN 9786098213508.

## Образ и память
Биографический фильм об Эдит Штайн «Седьмая комната» сняла в 1995 году Марта Месарош, в главной роли — Майя Моргенштерн.